# Chuck Kobasew
Chuck James Kobasew (né le 17 avril 1982 à Osoyoos dans la province de Colombie-Britannique au Canada) est un joueur professionnel canadien de hockey sur glace.

## Biographie
En 1998, Chuck Kobasew rejoint les Panthers de Penticton de la Ligue de hockey de la Colombie-Britannique. Lors de sa deuxième saison avec l'équipe, il réalise 106 points dont 54 buts et 52 aides en 58 matchs et termine meilleur buteur de la ligue.
En 2000-2001, il rejoint Boston College pour jouer avec les Eagles dans le championnat universitaire de la NCAA. Il termine la saison avec 49 points en 43 matchs et aide les Eagles à remporter le championnat de la NCAA face au Fighting Sioux du Dakota du Nord. Il est par le fait même nommé meilleur joueur du tournoi.
Au bout d'une saison, il est repêché au 14e rang par les Flames de Calgary au repêchage d'entrée de 2001 dans la Ligue nationale de hockey. Il quitte également l'université pour jouer en junior majeur avec les Rockets de Kelowna dans la Ligue de hockey de l'Ouest.
En 2002-2003, il fait ses débuts avec les Flames le 10 octobre 2002, premier match de la saison régulière, contre les Canucks de Vancouver. Il marque son premier but le 14 octobre face aux mêmes Canucks. Après 23 matchs, il est finalement assigné aux Flames de Saint-Jean, équipe affilié à Calgary dans la Ligue américaine de hockey, pour le restant de la saison. La saison suivante, il joue sa première saison complète avec Calgary en jouant 70 matchs et l'équipe parvient à atteindre la finale de la Coupe Stanley qu'ils vont perdre contre le Lightning de Tampa Bay.
La saison 2004-2005 de la LNH est annulée en raison d'un lock-out et Kobasew joue sa saison entière avec les Lock Monsters de Lowell, nouveau club-école des Flames. Il totalise 38 buts et 75 points en 79 matchs.
Le 10 février 2007, il est échangé aux Bruins de Boston avec Andrew Ference contre Brad Stuart, Wayne Primeau et un choix de quatrième ronde au repêchage de 2008. Après deux bonnes saisons avec les Bruins (39 points en 2007-2008 et 42 points en 2008-2009), il est échangé le 18 octobre 2009 au bout de sept matchs au Wild du Minnesota contre Craig Weller, Alexander Fallstrom et un choix de deuxième ronde en 2011.
Le 2 octobre 2013, il signe un contrat d'un an et d'une valeur de 550 000 $ avec les Penguins de Pittsburgh. Il part en Suisse en 2014-2015 et signe un contrat avec le CP Berne. Il accroche ses patins après la saison 2015-2016.

## Statistiques en carrière

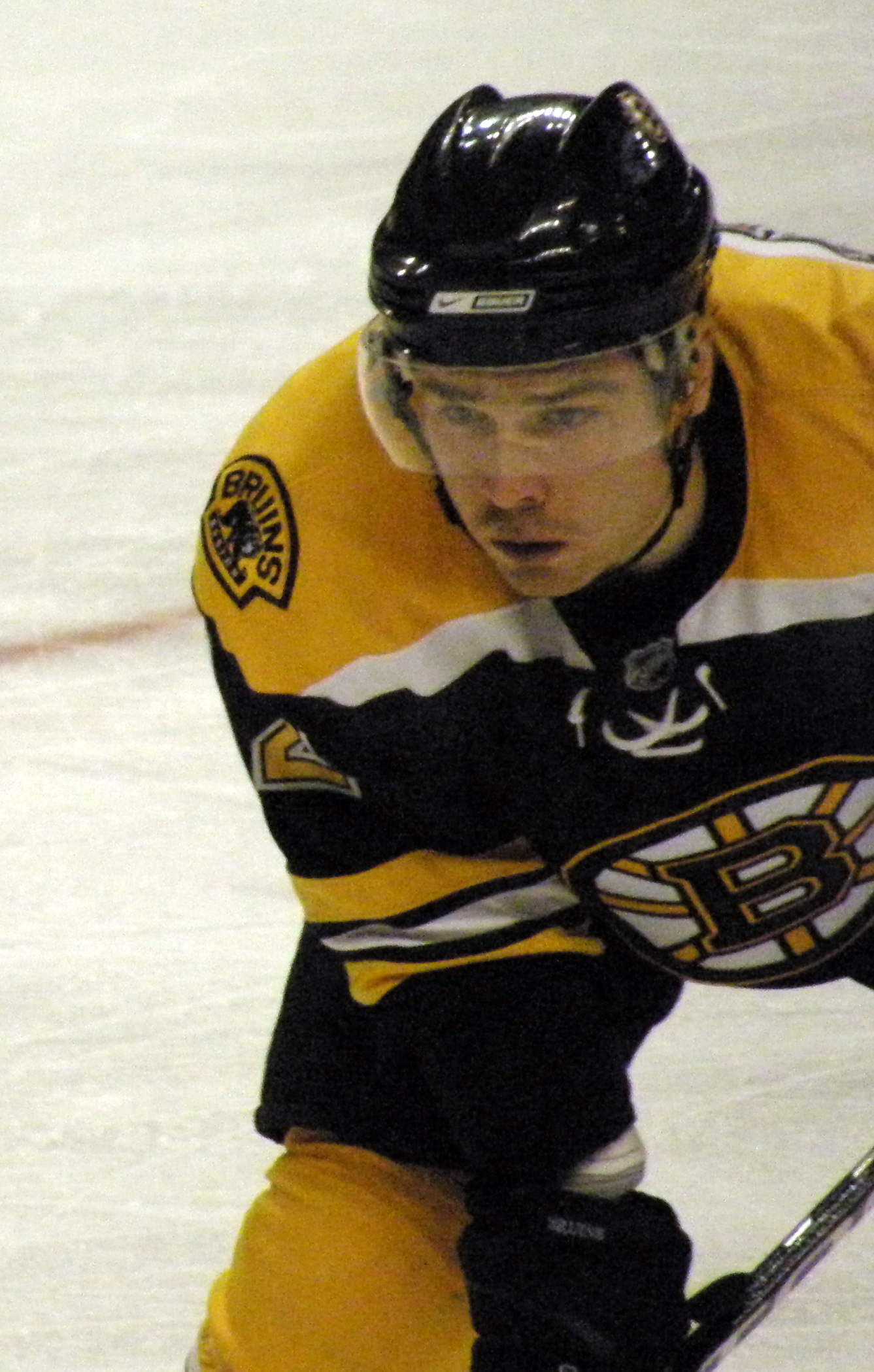
Chuck Kobasew avec les Bruins de Boston

### En club
| Saison     | Équipe                            | Ligue      |     | Saison régulière | Saison régulière | Saison régulière | Saison régulière | Saison régulière |    | Séries éliminatoires | Séries éliminatoires | Séries éliminatoires | Séries éliminatoires | Séries éliminatoires |
| Saison     | Équipe                            | Ligue      | PJ  | B                | A                | Pts              | Pun              | PJ               | B  | A                    | Pts                  | Pun                  |                      |                      |
| 1998-1999  | Panthers de Penticton             | LHCB       | 30  | 11               | 17               | 28               | 18               | -                | -  | -                    | -                    | -                    |                      |                      |
| 1999-2000  | Panthers de Penticton             | LHCB       | 58  | 54               | 52               | 106              | 83               | -                | -  | -                    | -                    | -                    |                      |                      |
| 2000-2001  | Eagles de Boston College          | NCAA       | 43  | 27               | 22               | 49               | 38               | -                | -  | -                    | -                    | -                    |                      |                      |
| 2001-2002  | Rockets de Kelowna                | LHOu       | 55  | 41               | 21               | 62               | 114              | 15               | 10 | 5                    | 15                   | 22                   |                      |                      |
| 2002-2003  | Flames de Calgary                 | LNH        | 23  | 4                | 2                | 6                | 8                | -                | -  | -                    | -                    | -                    |                      |                      |
| 2002-2003  | Flames de Saint-Jean              | LAH        | 48  | 21               | 12               | 33               | 61               | -                | -  | -                    | -                    | -                    |                      |                      |
| 2003-2004  | Flames de Calgary                 | LNH        | 70  | 6                | 11               | 17               | 51               | 26               | 0  | 1                    | 1                    | 24                   |                      |                      |
| 2004-2005  | Lock Monsters de Lowell           | LAH        | 79  | 38               | 37               | 75               | 110              | 11               | 6  | 3                    | 9                    | 27                   |                      |                      |
| 2005-2006  | Flames de Calgary                 | LNH        | 77  | 20               | 11               | 31               | 64               | 7                | 1  | 0                    | 1                    | 0                    |                      |                      |
| 2006-2007  | Flames de Calgary                 | LNH        | 40  | 4                | 13               | 17               | 37               | -                | -  | -                    | -                    | -                    |                      |                      |
| 2006-2007  | Bruins de Boston                  | LNH        | 10  | 1                | 1                | 2                | 25               | -                | -  | -                    | -                    | -                    |                      |                      |
| 2007-2008  | Bruins de Boston                  | LNH        | 73  | 22               | 17               | 39               | 29               | -                | -  | -                    | -                    | -                    |                      |                      |
| 2008-2009  | Bruins de Boston                  | LNH        | 68  | 21               | 21               | 42               | 56               | 11               | 3  | 3                    | 6                    | 14                   |                      |                      |
| 2009-2010  | Bruins de Boston                  | LNH        | 7   | 0                | 1                | 1                | 2                | -                | -  | -                    | -                    | -                    |                      |                      |
| 2009-2010  | Wild du Minnesota                 | LNH        | 42  | 9                | 5                | 14               | 16               | -                | -  | -                    | -                    | -                    |                      |                      |
| 2010-2011  | Wild du Minnesota                 | LNH        | 63  | 9                | 7                | 16               | 19               | -                | -  | -                    | -                    | -                    |                      |                      |
| 2011-2012  | Avalanche du Colorado             | LNH        | 58  | 7                | 7                | 14               | 51               | -                | -  | -                    | -                    | -                    |                      |                      |
| 2012-2013  | Avalanche du Colorado             | LNH        | 37  | 5                | 4                | 9                | 21               | -                | -  | -                    | -                    | -                    |                      |                      |
| 2013-2014  | Penguins de Pittsburgh            | LNH        | 33  | 2                | 0                | 2                | 15               | -                | -  | -                    | -                    | -                    |                      |                      |
| 2013-2014  | Penguins de Wilkes-Barre/Scranton | LAH        | 12  | 11               | 2                | 13               | 20               | 14               | 8  | 6                    | 14                   | 40                   |                      |                      |
| 2014-2015  | CP Berne                          | LNA        | 29  | 9                | 9                | 18               | 24               | 3                | 0  | 1                    | 1                    | 4                    |                      |                      |
| 2015-2016  | CP Berne                          | LNA        | 10  | 4                | 4                | 8                | 25               | -                | -  | -                    | -                    | -                    |                      |                      |
| Totaux LNH | Totaux LNH                        | Totaux LNH | 601 | 110              | 100              | 210              | 394              | 44               | 4  | 4                    | 8                    | 38                   |                      |                      |

### En équipe nationale
| Année | Compétition                 |   | PJ | B | A | Pts | Pun               |  | Résultat |
| 2003  | Championnat du monde junior | 7 | 5  | 1 | 6 | 2   | Médaille d'argent |  |          |

## Récompenses et honneurs personnels
- 1999-2000 :
  - première équipe d'étoiles de la LHBC
  - meilleur joueur de l'association Interior de la LHBC
- 2000-2001 :
  - deuxième équipe d'étoiles de Hockey East
  - recrue de l'année de Hockey East
  - champion de la NCAA avec les Eagles de Boston College
  - meilleur joueur du tournoi de la NCAA
- 2005-2006 : première équipe d'étoiles de la LAH

## Transactions en carrière
- 23 juin 2001 : repêché par les Flames de Calgary au 14e rang, première ronde du repêchage d'entrée de la Ligue nationale de hockey.
- 10 février 2007 : échangé par les Flames aux Bruins de Boston avec Andrew Ference contre Brad Stuart, Wayne Primeau et un choix de quatrième ronde au repêchage de 2008.
- 18 octobre 2009 : échangé par les Bruins au Wild du Minnesota contre Craig Weller, Alexander Fallstrom et un choix de deuxième ronde en 2011.
- 1er juillet 2011 : signe un contrat en tant qu'agent libre avec l'Avalanche du Colorado.
- 2 octobre 2003 : signe un contrat en tant qu'agent libre avec les Penguins de Pittsburgh.
- 1er juillet 2014 : signe un contrat en tant qu'agent libre avec le CP Berne (LNA).